# Kurt Stöpel

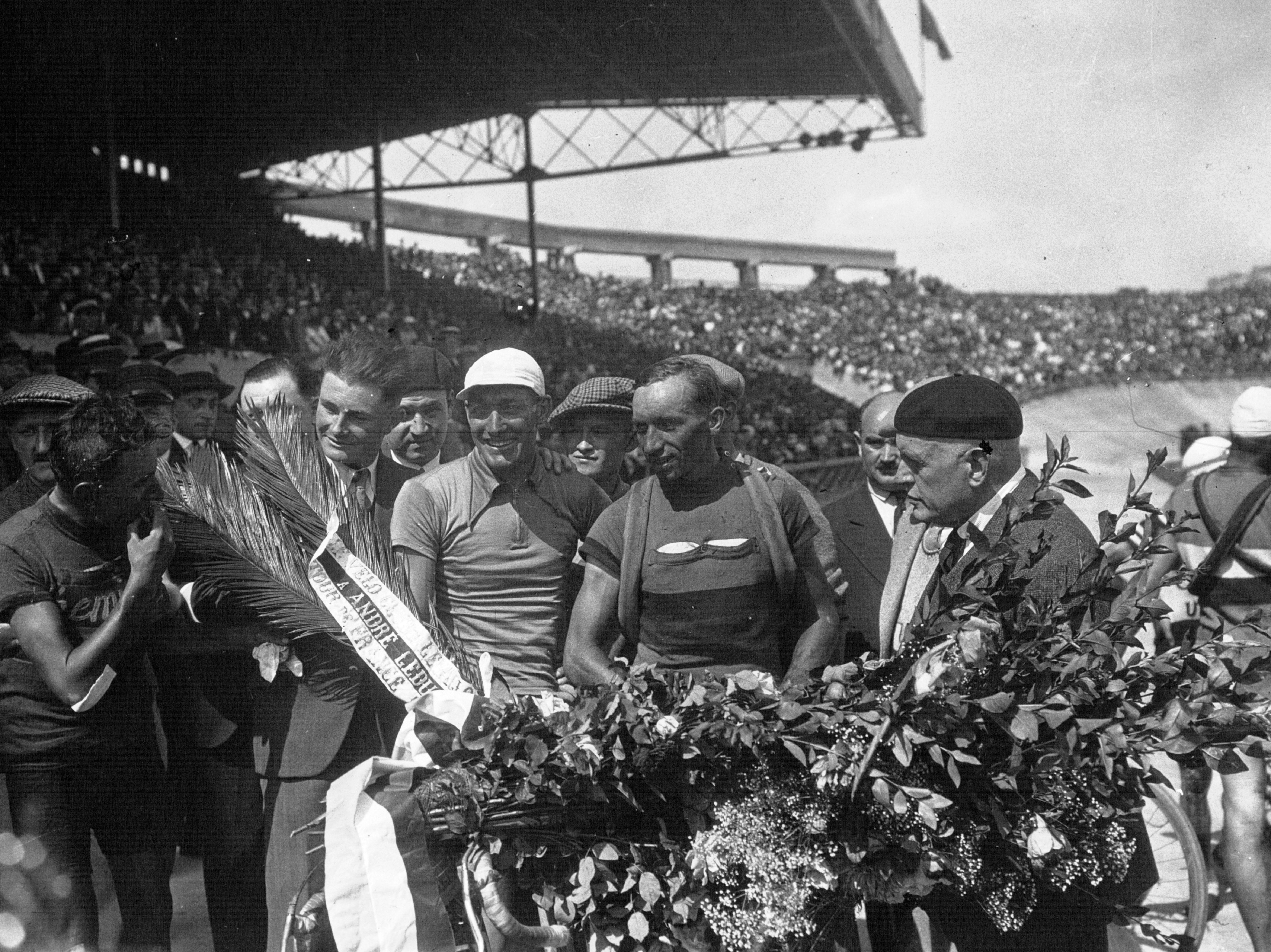
Kurt Stöpel (ohne Kappe) und André Leducq nach ihrer Ankunft in Paris nach der Tour 1932

Kurt Stöpel (* 12. März 1908 in Berlin; † 11. Juni 1997 ebenda) war ein deutscher Radrennfahrer.

## Leben
Stöpel war im Straßenradsport aktiv. Zum Radsport kam er durch seinen älteren Bruder. Mit 16. Jahren bestritt er sein erstes Radrennen in seiner Heimatstadt. Als Amateur gewann er einige Rennen im Bahnradsport, wechselte jedoch bald zum Straßenradsport. Beruflich war er zu dieser Zeit als Korrespondent für eine US-amerikanische Nachrichtenagentur tätig. Seinen ersten großen Sieg feierte Kurt Stöpel 1928 beim 275 km langen Rennen Berlin–Stettin–Berlin. Er gewann außerdem noch als Amateur in der Saison 1928 das Traditionsrennen Berlin–Cottbus–Berlin, Rund um die Hainleite in Thüringen und das über 600 km führende Langstreckenrennen Köln–Berlin.
1930 wurde er als Profi Vierter der Weltmeisterschaft in Lüttich, beim Giro d’Italia erreichte er 1932 den fünften und 1933 den achten Platz, 1934 wurde er Deutscher Meister und gewann im selben Jahr das Traditionsrennen Rund um Köln sowie Rund um Berlin, den ältesten Klassiker des deutschen Straßenradsports.
Er war 1932 der erste deutsche Radrennfahrer, der eine Etappe der Tour de France gewann. Das war bereits bei der zweiten Etappe, die am 7. Juli 1932 von Caen nach Nantes führte. Gleichzeitig lag er nach diesem Sieg an der Spitze des Teilnehmerfeldes und war somit auch der erste deutsche Träger des Gelben Trikots. Doch bereits bei der nächsten Etappe am 9. Juli verlor er das Trikot durch unglückliche Umstände wieder. Denn bei dieser von Nantes nach Bordeaux verlaufenden Etappe erlitt er bei hochsommerlichen Temperaturen sieben Mal eine Reifenpanne. Der Tagesgewinner André Leducq hingegen hatte keine einzige Reifenpanne zu beklagen und konnte dadurch das Gelbe Trikot übernehmen. Der Superstar jener Jahre trug dieses Trikot auch noch am 31. Juli, womit er die Tour 1932 gewann. Die pannenfreie Fahrt von Leducq hatte seine Ursache darin gehabt, dass die französische Mannschaft gut abgelagerte Reifen auf ihren Rädern montiert hatte. Dies war wegen der Befürchtung geschehen, dass die von der Rennleitung ausgegebenen Protektoren der Reifen sich bei den heißen Temperaturen lösen könnten. Die deutsche Mannschaft hingegen verfügte bei dieser Tour nicht über separate Materialressourcen und musste daher in allen Pannensituationen auf das Equipment des offiziellen Materialwagens zurückgreifen.
Insgesamt fünfmal startete Kurt Stöpel bei der Tour de France:
- 1931 – Platz 16
- 1932 – Platz 2
- 1933 – Platz 10
- 1934 – Platz 21
- 1935 – Bei seiner fünften und letzten Tour-Teilnahme zwang ihn ein schwerer Sturz zur vorzeitigen Aufgabe.

1937 fuhr er seine letzte Saison im Radsportteam Victoria und beendete er seine Radsportkarriere endgültig. Später arbeitete er als Dolmetscher im Generalkonsulat Frankreichs und Taxiunternehmer in Berlin.
Am 11. Juni 1997 wollte Kurt Stöpel in der Küche seines Altersheims etwas trinken, dabei griff er aus Versehen zu einer Flasche Reinigungsmittel und starb noch am selben Tag im Alter von 89 Jahren. Sein Grab befindet sich auf dem landeseigenen Friedhof Heerstraße in Berlin-Westend (Grablage: II-W13-86/87).
Am 6. Mai 2008 wurde Kurt Stöpel (posthum) in die Hall of Fame des deutschen Sports aufgenommen.